# USS Cincinnati (1861)
USS Cincinnati – amerykańska pancerna kanonierka rzeczna typu City (Cairo) floty Unii z okresu wojny secesyjnej. 

## Budowa i opis
USS „Cincinnati” była jedną z siedmiu kanonierek rzecznych typu City, nazywanego też typem Cairo, zbudowanych w zakładach Jamesa B. Eadsa. Zamówione zostały przez Armię USA w sierpniu 1861, z przeznaczeniem do wspierania wojsk lądowych w operacjach wzdłuż rzeki Missisipi i jej dopływów. 
„Cincinnati” został zbudowany w stoczni w Mound City nad rzeką Ohio, a wyposażany był w Cairo. Budowę rozpoczęto na przełomie września i października 1861, a okręt wodowano w październiku 1861 i wszedł do służby 16 stycznia 1862. „Cincinnati” miał identyfikacyjne paski wokół kominów w kolorze niebieskim. 
Okręt był konstrukcji drewnianej, o napędzie centralnym kołem łopatkowym, ukrytym w tylnej części kazamaty. Część nadwodna była przykryta czworoboczną kazamatą o silnie pochylonych ścianach z grubego drewna (61 cm z przodu i 30 cm z boków i tyłu). Kazamata była częściowo opancerzona płytami żelaznymi grubości 63 mm – na przedniej ścianie oraz pas długości ok. 18,3 m na bokach na śródokręciu, w rejonie kotłowni i maszynowni. Również sterówka była pokryta żelazem grubości 32 mm, na podkładzie drewnianym. 
Z powodu wrażliwości nieopancerzonej przedniej części ścian bocznych na ostrzał, część okrętów miała wzmacnianą osłonę w sposób improwizowany (np. „Cairo” w tym miejscu miał przykręcone zagięte szyny kolejowe). Brak jest informacji o ewentualnym wzmocnieniu pancerza „Cincinnati”.
Uzbrojenie „Cincinnati” składało się z 13 dział, umieszczonych w strzelnicach w kazamacie oraz dodatkowo jednego 12-funtowego działa pokładowego. W jego skład wchodziły 3 działa gładkolufowe 8-calowe (zapewne Dahlgrena), 4 działa gwintowane 42-funtowe, 6 dział 24-funtowych gładkolufowych i 1 działo 12-funtowe. We wrześniu 1862 dwa działa 42-funtowe zamieniono na gwintowane 30-funtowe. Pod koniec 1864 trzy działa 8-calowe zamieniono 9-calowe Dahlgrena, a dwa działa 42-funtowe zamieniono na 100-funtowe gwintowane

## Służba
Podobnie, jak inne jednostki tego typu, „Cincinnati” wszedł w styczniu 1862 w skład Zachodniej Flotylli Kanonierek Armii USA, a od 1 października 1862 wszedł w skład Marynarki Wojennej wraz z flotyllą, którą przemianowano na Eskadrę Missisipi. Był aktywny podczas kampanii na Missisipi i jej dopływach, począwszy od ataku na Fort Henry 6 lutego 1862. 

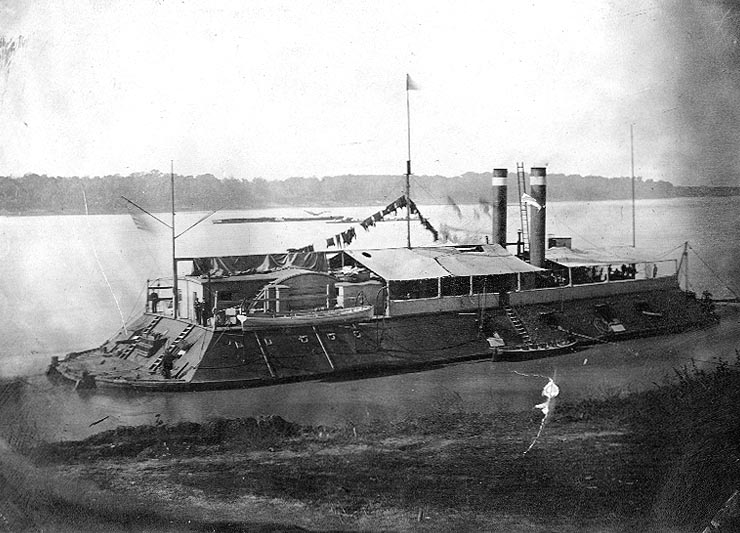
USS „Cincinnati” od rufy, z rozpiętymi tentami nad kazamatą

Brał następnie udział w atakach na wyspę nr.10 między 12 marca a 7 kwietnia 1862 oraz działaniach pod Fortem Pillow. Podczas bitwy pod Fortem Pillow (Plum Point Bend) z konfederackimi taranowcami Flotylli Obrony Rzeki 10 maja 1862 został staranowany kolejno przez taranowce CSS „General Bragg” w prawą burtę, „General Sterling Price” w rufę i ster, oraz przez „General Sumter” w rufę, po czym osiadł na dnie przy brzegu Tennessee na głębokości 11 stóp (3,3 m). Sam uszkodził w starciu salwą z bliskiej odległości „Generala Bragga”. Raniony przez ostrzał karabinowy z „Sumtera” został dowódca „Cincinnati" Cmdr. Roger Stembel. Okręt został następnie podniesiony i wyremontowany. 
W listopadzie-grudniu 1862 działał na rzece Yazoo, a w styczniu 1863 działał na rzece White River i uczestniczył w ataku na Fort Hindman w Arkansas. W dniach 14-27 marca 1863 brał udział w ekspedycji Steele Bayou. Podczas ataków na umocnienia Vicksburga 27 maja 1863, „Cincinnati” został trafiony z dział i zatonął (40 ofiar). W ten sposób, był jedynym okrętem, oprócz kanonierki USS „Sciota”, który zatonął dwa razy podczas wojny (z tym, że „Sciota” nie została podniesiona po raz drugi). 
„Cincinnati” został podniesiony i wyremontowany w sierpniu 1863, po czym pełnił służbę patrolową na Missisipi i jej dopływach. W lutym 1865 został przydzielony do West Gulf Blockading Squadron (Eskadry Blokady Zatoki Zachodniej). M.in. patrolował w zatoce Mobile.
Wycofany ze służby 4 sierpnia 1865 w Algiers w Luizjanie, po czym sprzedany 28 marca 1866 w Nowym Orleanie (jako ostatnia z kanonierek tego typu).